# 秋山陽介
秋山 陽介（あきやま ようすけ、1995年4月13日 - ）は、千葉県出身のプロサッカー選手。ウーロンゴン・ユナイテッドFC所属。ポジションはミッドフィールダー（左サイドハーフ）、ディフェンダー（左サイドバック）。

## 経歴
ジェフユナイテッド千葉の下部組織から流通経済大学付属柏高等学校に進学。流通経済大柏高の3年時には高円宮杯U-18サッカーリーグのEASTで優勝し、チャンピオンシップではヴィッセル神戸U-18を破って日本一に貢献した。
高校卒業後は早稲田大学に進学しア式蹴球部に入部。3年時には関東大学サッカーリーグ戦で全試合に出場して1得点を記録した。2017年6月1日、翌シーズンからの名古屋グランパス加入内定が発表された。その後、特別指定選手として登録され、2017年8月6日、J2第26節の愛媛FC戦でデビューを飾った。
2019シーズンはルヴァン杯2試合・天皇杯1試合の出場に留まり、7月26日にジュビロ磐田へ期限付き移籍することが発表された。
2021年よりベガルタ仙台に完全移籍。
2022年はかつて下部組織に在籍していたジェフユナイテッド市原・千葉に期限付き移籍。
2023年、ベガルタ仙台に復帰。この年で契約満了となった。
2024年、福島ユナイテッドFCに移籍。シーズン終了後、契約満了により退団した。
2025年はオーストラリアのウーロンゴン・ユナイテッドFCに所属している。

## 所属クラブ
- 百合台SC
- ジェフユナイテッド千葉U-15
- 流通経済大学付属柏高等学校
- 早稲田大学
  - 2017年6月 - 同年12月 名古屋グランパス（特別指定選手）
- 2018年 - 2020年 名古屋グランパス
  - 2019年7月 - 同年12月 ジュビロ磐田 (期限付き移籍)
- 2021年 - 2023年 ベガルタ仙台
  - 2022年 ジェフユナイテッド千葉 (期限付き移籍)
- 2024年 福島ユナイテッドFC
- 2025年 - ウーロンゴン・ユナイテッドFC（英語版）

## 個人成績
| 国内大会個人成績 | 国内大会個人成績 | 国内大会個人成績 | 国内大会個人成績 | 国内大会個人成績 | 国内大会個人成績 | 国内大会個人成績 | 国内大会個人成績 | 国内大会個人成績 | 国内大会個人成績 | 国内大会個人成績 | 国内大会個人成績 |
| 年度             | クラブ           | 背番号           | リーグ           | リーグ戦         | リーグ戦         | リーグ杯         | リーグ杯         | オープン杯       | オープン杯       | 期間通算         | 期間通算         |
| 年度             | クラブ           | 背番号           | リーグ           | 出場             | 得点             | 出場             | 得点             | 出場             | 得点             | 出場             | 得点             |
| 日本             | 日本             | 日本             | 日本             | リーグ戦         | リーグ戦         | リーグ杯         | リーグ杯         | 天皇杯           | 天皇杯           | 期間通算         | 期間通算         |
| ---------------- | ---------------- | ---------------- | ---------------- | ---------------- | ---------------- | ---------------- | ---------------- | ---------------- | ---------------- | ---------------- | ---------------- |
| 2016             | 早大             | 8                | -                | -                | -                | -                | -                | 1                | 0                | 1                | 0                |
| 2017             | 名古屋           | 40               | J2               | 9                | 1                | -                | -                | 0                | 0                | 9                | 1                |
| 2018             | 名古屋           | 14               | J1               | 22               | 0                | 5                | 0                | 1                | 0                | 28               | 0                |
| 2019             | 名古屋           | 14               | J1               | 0                | 0                | 2                | 0                | 1                | 0                | 3                | 0                |
| 2019             | 磐田             | 29               | J1               | 8                | 0                | -                | -                | -                | -                | 8                | 0                |
| 2020             | 名古屋           | 14               | J1               | 3                | 0                | 2                | 0                | -                | -                | 5                | 0                |
| 2021             | 仙台             | 2                | J1               | 3                | 0                | 0                | 0                | 0                | 0                | 3                | 0                |
| 2022             | 千葉             | 21               | J2               | 26               | 0                | -                | -                | 1                | 0                | 27               | 0                |
| 2023             | 仙台             | 2                | J2               | 17               | 0                | -                | -                | 2                | 0                | 19               | 0                |
| 2024             | 福島             | 6                | J3               | 5                | 0                | 1                | 0                | 2                | 1                | 8                | 1                |
| 通算             | 日本             | 日本             | J1               | 36               | 0                | 9                | 0                | 2                | 0                | 47               | 0                |
| 通算             | 日本             | 日本             | J2               | 52               | 1                | -                | -                | 3                | 0                | 55               | 1                |
| 通算             | 日本             | 日本             | J3               | 5                | 0                | 1                | 0                | 2                | 1                | 8                | 1                |
| 通算             | 日本             | 日本             | 他               | -                | -                | -                | -                | 1                | 0                | 1                | 0                |
| 総通算           | 総通算           | 総通算           | 総通算           | 93               | 1                | 10               | 0                | 8                | 1                | 111              | 2                |

- 2017年は特別指定選手

出場歴
- Jリーグ初出場：2017年8月6日 J2第26節 名古屋グランパス戦（パロマ瑞穂スタジアム）
- Jリーグ初得点：2017年9月17日 J2第33節 ツエーゲン金沢戦（石川県西部緑地公園陸上競技場）

## 選抜歴
- 2017年 関東大学選抜

## タイトル

### クラブ
流通経済大学付属柏高等学校
- 高円宮杯U-18サッカーリーグ プレミアリーグ イースト (2013年)
- 高円宮杯U-18サッカーリーグ チャンピオンシップ (2013年)

早稲田大学
- 関東大学サッカーリーグ戦1部（2015年）
- 関東大学サッカーリーグ戦2部（2017年）
- 東京都サッカートーナメント（2016年）

### 個人
- 関東大学サッカーリーグ戦2部・ベストイレブン（2017年）